# 西本裕矢
西本 裕矢（にしもとゆうや、2002年 - ）は日本のクラシック音楽のピアニスト。

## 略歴
香川県高松市出身。高松国際ピアノコンクールとエピナール国際ピアノコンクールで頭角を現した新鋭のピアノ奏者である。東京芸術大学付属高校卒業後、東京芸術大学で青柳晋に師事。

## 受賞歴
- ヤマハPTCピアノコンクール飛び級にて優秀賞[3]
- 第26回香川ジュニア音楽コンクール金賞第1位・西日本放送賞受賞
- 第12回ショパン国際ピアノコンクールin ASIA小学部門アジア大会金賞第1位・コンチェルトA部門[注釈 1]アジア大会 大会部門史上最年少で金賞第1位
- 第13回大阪国際音楽コンクールファイナル第2位
- 第3回スタインウェイ・コンクール全国大会カテゴリーC第1位
- 第70回全日本学生音楽コンクール中学生の部全国大会第2位
- 第9回安川加壽子記念コンクールファイナリスト
- 第5回高松国際ピアノコンクール第4位
- ブルクハルト国際ピアノコンクール第1位
- ザルツブルグ=モーツァルト国際ピアノコンクール in Tokyo第1位
- アジア国際音楽コンクール第1位
- 日本ピアノコンクール第2位
- スイスルガーノ国際音楽コンクール第2位
- 藝大ピアノコンクール第2位
- 藝大アリアドネ・ムジカ賞
- 第68回Kosciuszko財団主催ショパン国際ピアノコンクール in アメリカ合衆国ワシントンD.C.第1位及びシマノフスキ賞
- ひろしまフェニックス賞及びメイプル賞[4]
- 第30回エピナール国際ピアノコンクール優勝・グランプリ[1]